# 博埃山
72°35′S 31°19′E / 72.583°S 31.317°E
博埃山是南極洲的山峰，位於東部南極洲的毛德皇后地，海拔高度2,520米，屬於比利時山脈的一部分，該山峰在1957至1958年間由比利時探險隊發現，現時受南極條約體系管理。